# Antsirabe
Antsirabe es la tercera mayor ciudad de Madagascar con una población de 257 163 personas. Es la capital de la región de Vakinankaratra, dentro de la provincia de Antananarivo. El nombre de Antsirabe significa «lugar de mucha sal».

## Geografía
La ciudad está situada a una altitud de 1540 metros sobre el nivel del mar, en una hondonada y rodeada de volcanes. Debido a estas características el clima es algo frío, pudiendo bajar la temperatura en los meses de invierno hasta los 0 °C. Se la conoce como la ciudad más fría de Madagascar.

### Clima
El clima de Antsirabé es tropical de altura, por la latitud en la que se localiza la ciudad y su altitud. Se caracteriza por tener una temperatura anual media inferior a los 20 °C.
Durante el año climático se pueden diferenciar claramente tres períodos. La temporada húmeda o de lluvias se desarrolla entre los meses de noviembre hasta marzo durante los cuales se producen la mayor parte de las precipitaciones registradas en la localidad y en los que además confluyen unas altas temperaturas. En esta temporada del año existe un alto riesgo de que se produzcan ciclones. La temporada de frío se desarrolla entre los meses de abril y julio, en la que las precipitaciones suelen ser escasas y finalmente una época de sequía y calurosa entre los meses de agosto y octubre.

## Historia
La ciudad de Antsirabe fue fundada por un misionero noruego llamado G.T. Rosaas en el año 1872, como centro de retiro con aguas termales, hasta ese momento la ciudad era simplemente una pequeña aldea en la que se vendía sal. A partir de ahí la ciudad adquirió fama gracias a sus aguas termales y se convirtió en un centro de reposo sobre todo en periodos estivales, para los europeos. De ahí que comenzara a conocerse a la ciudad con el sobrenombre de «la Vichy malgache». A este gran crecimiento también favoreció un rápido desarrollo de las actividades industriales. La línea ferroviaria entre Antananarivo y Antsirabe fue construida a partir de 1912 e inaugurada en 1923.
Después de un entrenamiento militar básico en la escuela secundaria, en 1966 Thomas Sankara empezó su carrera militar a los 19 años, un año más tarde fue enviado a Madagascar para entrenamiento de oficiales en Antsirabe, donde presenció los levantamientos populares en 1971 y 1972.

## Arquitectura
Antsirabe cuenta con varios edificios construidos en el estilo típico de la época colonial, como p.ej. la estación ferroviaria inaugurada en 1923, la Catedral Notre Dame de la Salette construida entre 1925 y 1931 con un campanario que mide 45 metros de alto, el balneario de aguas termales (1917) y el Hôtel des Thermes construido en 1897. El Monumento de la Independencia en la avenida del mismo nombre se compone de relieves que demuestran las tribús de Madagascar.

## Comunicaciones
La ciudad de Antsirabe es estación término de la línea de ferrocarril TA (Tananarive-Antsirabe), por la que actualmente sólo circulan trenes de mercancías. La línea fue prolongada hacia el sur hasta comunicar con la ciudad de Vinaninkarena, aunque esta prolongación no es utilizada.
Está comunicada por carretera mediante la nacional 7 que conecta la ciudad de Antananarivo, al norte, con las ciudades de Fianarantsoa y Toliara, al sur de la isla.

## Ciudades hermanadas
- Montluçon, Francia[6]
- Stavanger, Noruega[7]

## Galería

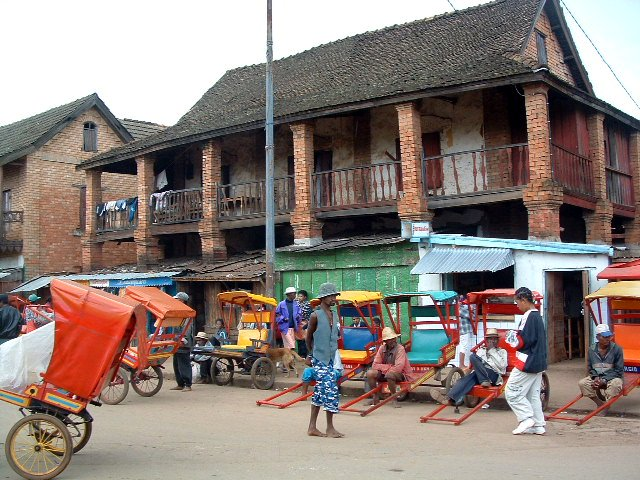
Centro de la ciudad
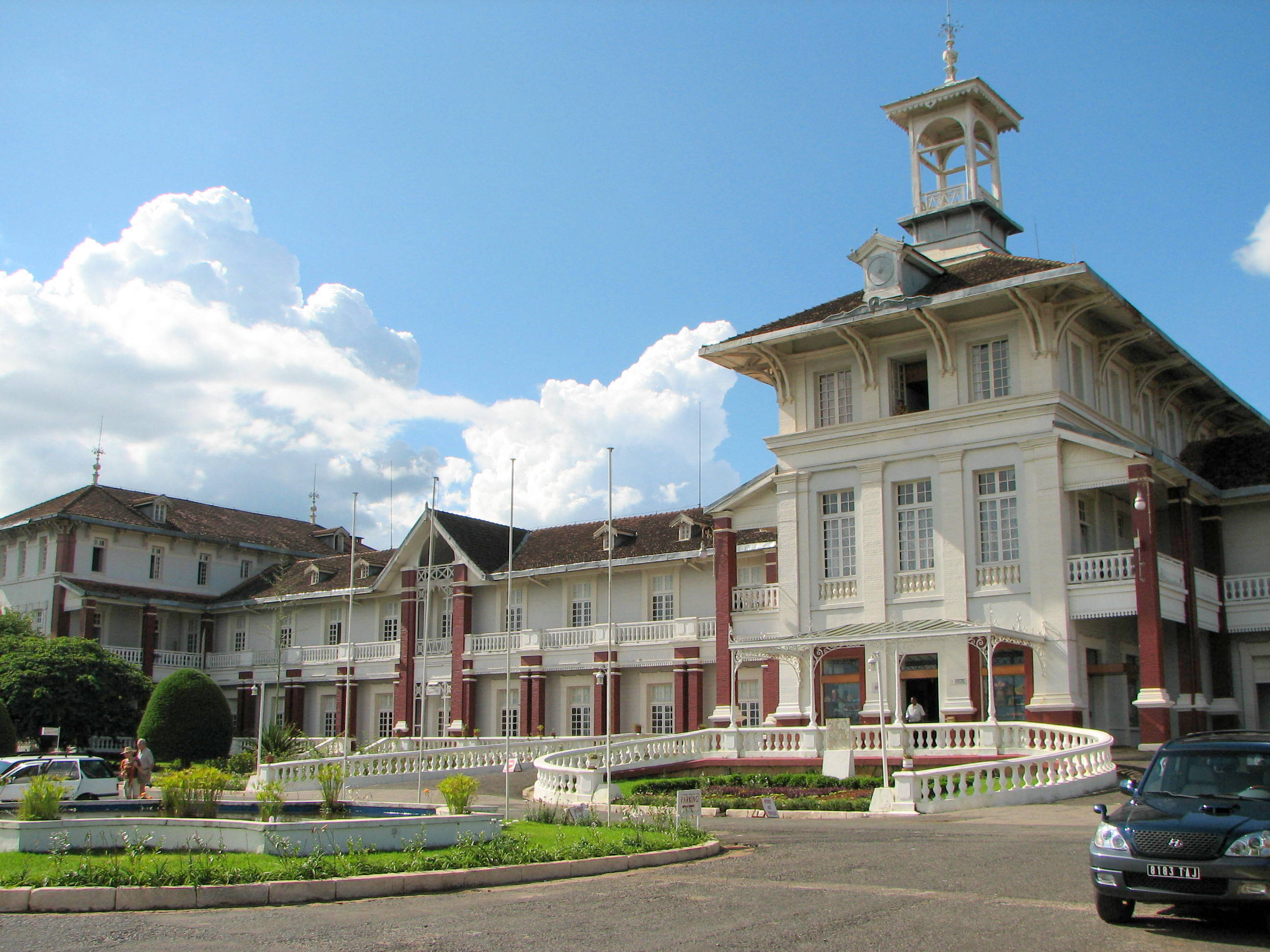
Hotel del Balneario
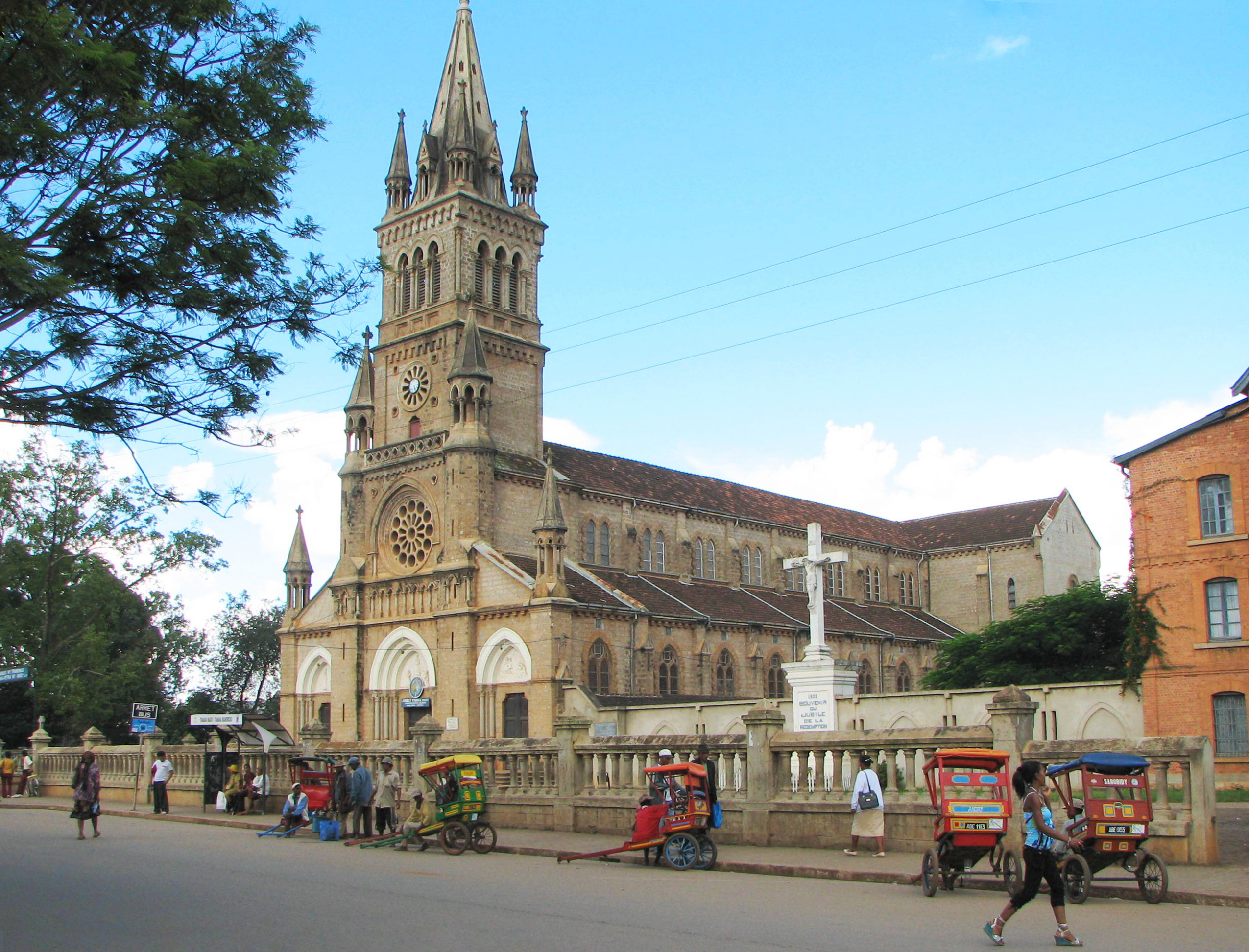
La catedral
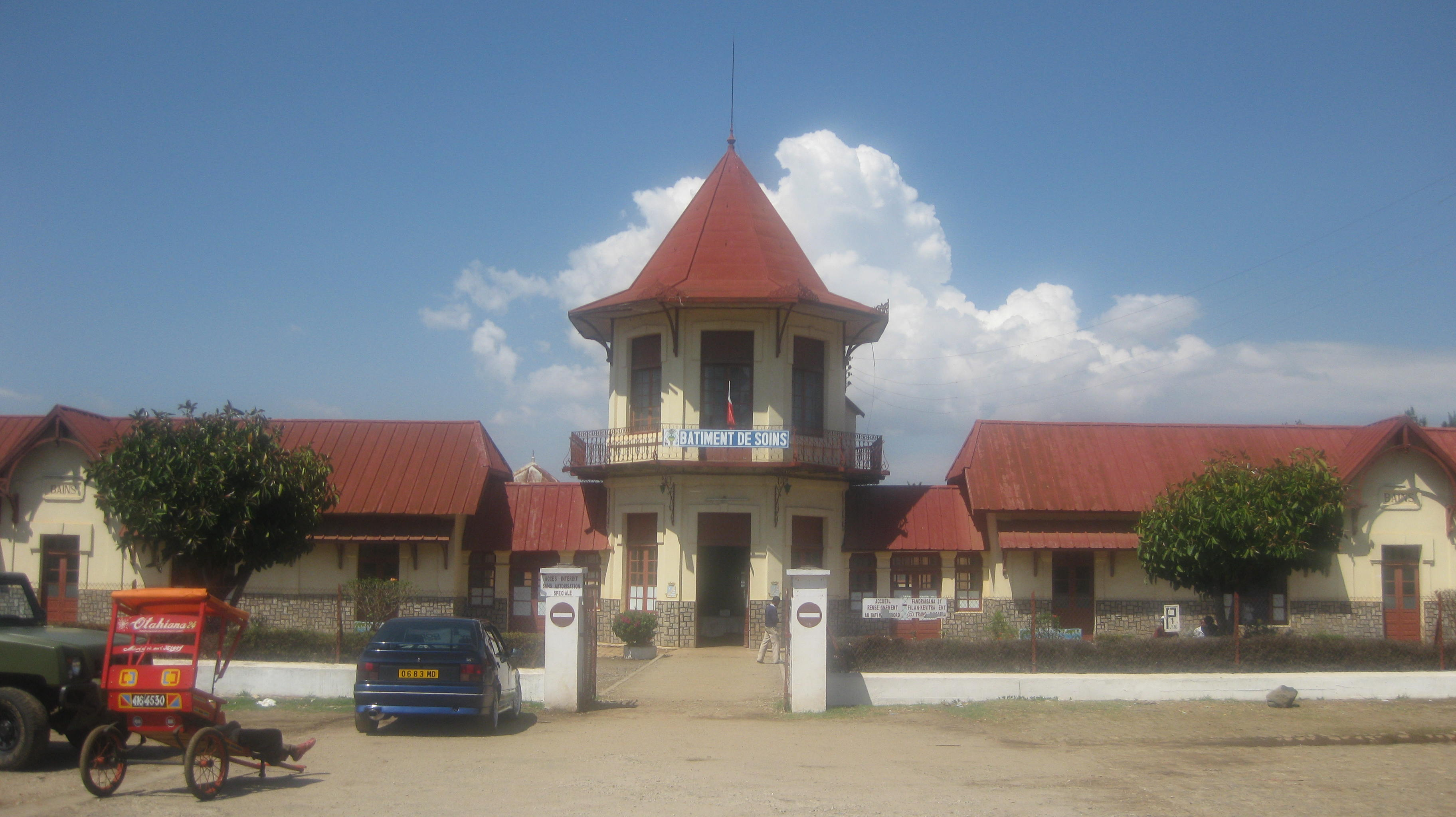
Balneario de aguas termales
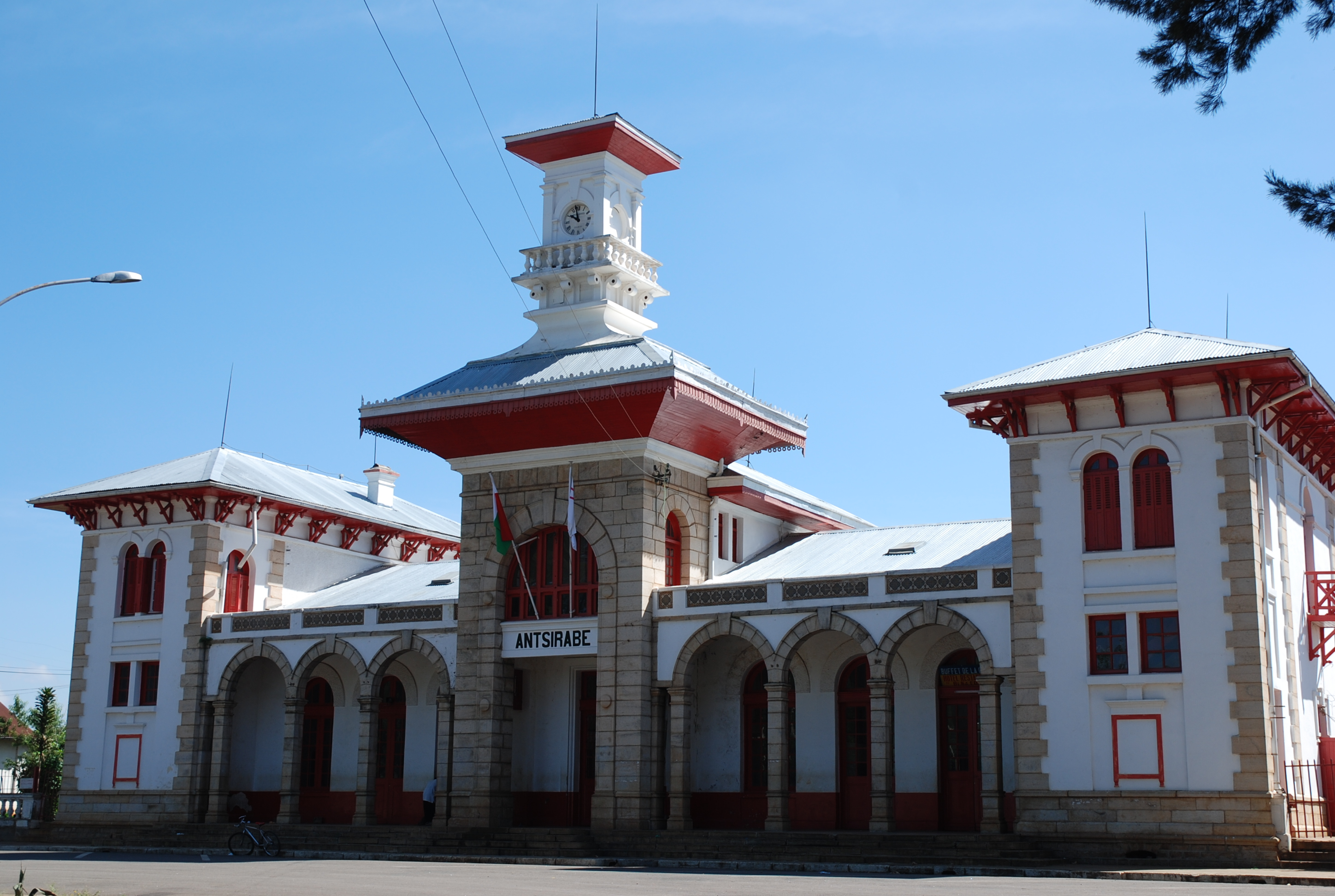
Estación ferroviaria
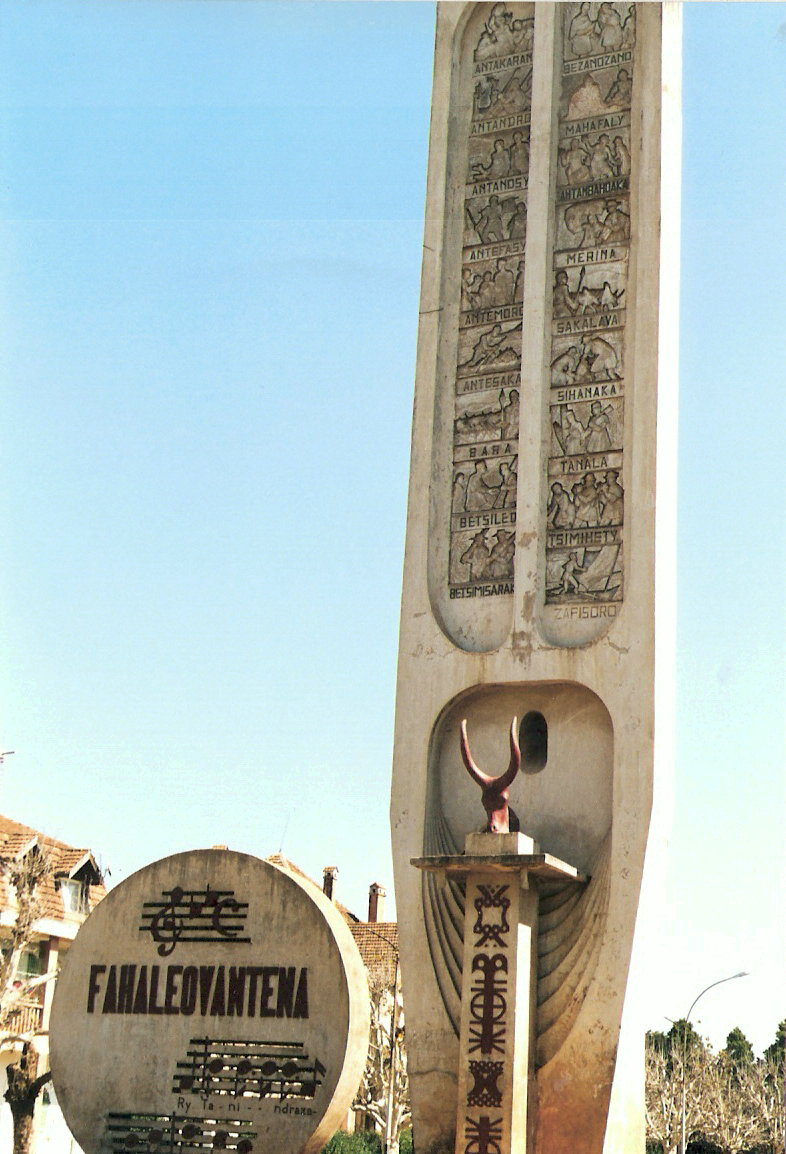
Monumento de la Independencia
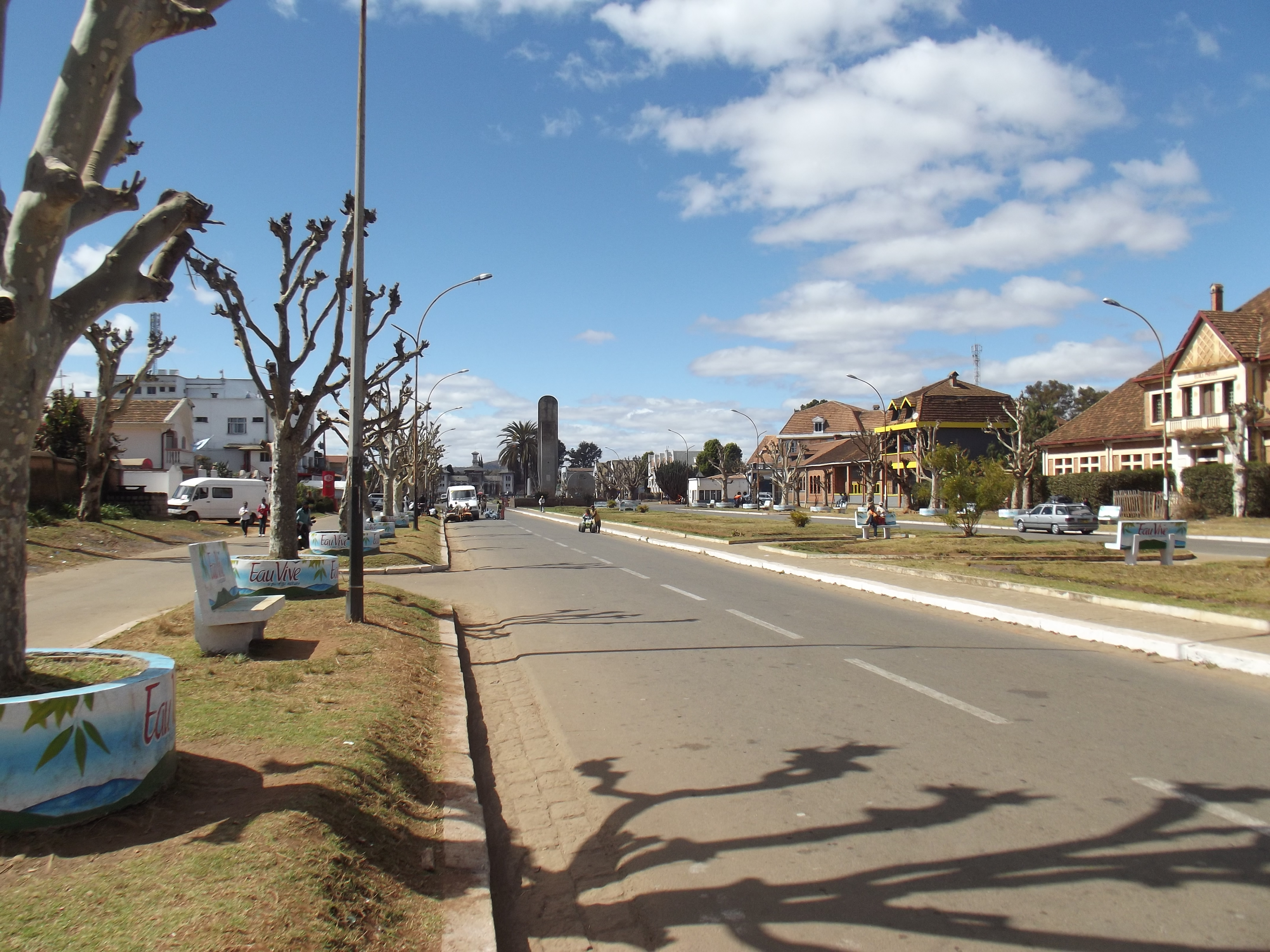
Arquitectura colonial en la Avenida de la Independencia